# Boxvandring

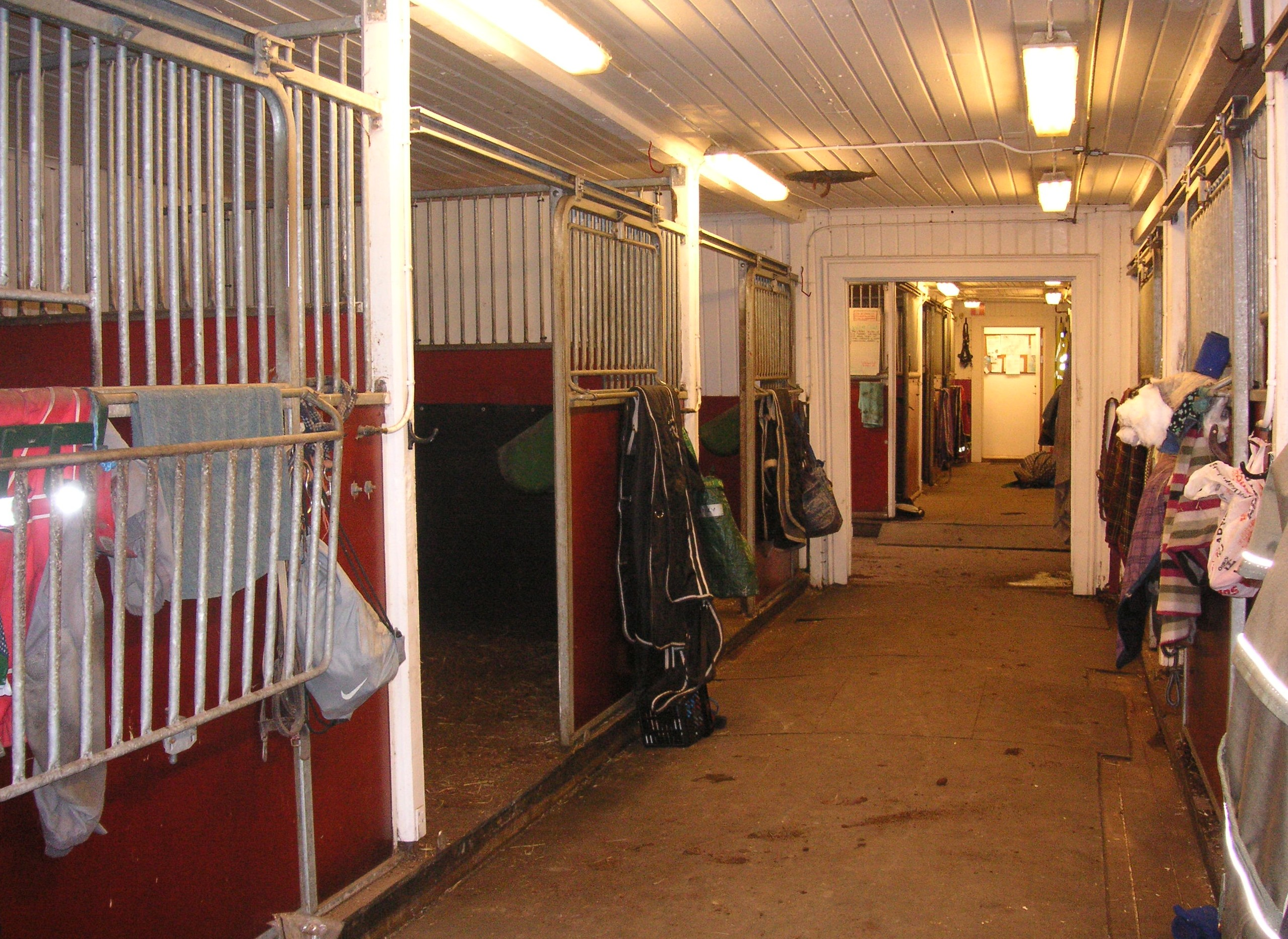
Hästboxar på Balingsta gård.

Boxvandring är en beteendestörning hos hästar och kännetecknas av att hästen vandrar runt i sin box. Det kan även kallas cirkelgång då hästen vandrar runt i en cirkel. 
Denna beteendestörning (stereotyp) kan ha på flera orsaker. Oftast uppkommer den av att hästen är stressad eller störd av något. Stress kan uppkomma vid fodringar, utsläpp och andra situationer som en häst kan uppfatta som stressiga. Boxvandring är ofta även bundet till hästens rörelsebehov. Till exempel om hästen vill ut och boxdörren är stängd så går den istället runt varv efter varv i boxen. I extrema fall kan boxvandringen hålla på under hela nätter och dagar. Att boxvandra kan orsaka förslitningsskador på hästen då den aldrig slappnar av och står still. 
För att förhindra boxvandring finns det några sätt att minska vandringen. Till exempel ge en större grovfodergiva så att hästen kan tillgodose sitt tuggbeteende och ej känna stress över att finna föda. Ett annat sätt är att binda fast hästen med kloss i boxen så att hästen inte kan gå runt men fortfarande äta. Man kan även se till att hästen får ordentligt med utevistelse i en hage och har sysselsättning. Lösdrift kan vara en bra lösning för hästar som boxvandrar. Hästar som boxvandrar visar tecken på att de inte trivs att vara instängda därför ska man se till att ha den inne så lite som möjligt. En häst som boxvandrar bör man även ställa i den lugnaste delen av stallet men man får testa sig fram med varje häst då alla är olika individer. 
Boxvandring är inte bara negativt för hästen. Det blir svårt att hålla rent i boxen då hästen går runt och sprider ut och trampar sönder bajset och fodret. Ett tips för att hästen inte ska gå runt i allt grovfoder är att sätta upp grovfodret i något slags hönät. När hästar boxvandrar bildas ofta vallar av strö runt boxväggarna och bara ett tunt lager strö som hästen kan ligga på blir kvar i mitten. Det kan göra att det blir obekvämt för hästen att lägga sig ner och vila.